# Prague Pride 2025
Prague Pride 2025 je patnáctý ročník festivalu LGBT+ hrdosti, který se tradičně koná v Praze od roku 2011. Celotýdenní lidskoprávní festival byl zahájen v pondělí 28. července 2025 a jako tradičně nejviditelnější bod programu byl na sobotu 2. srpna ohlášen průvod ulicemi města z Václavského náměstí na Letnou. Toho se podle pořádajících zúčastnilo asi 45 tisíc lidí, následného programu na Letné 15 tisíc. Tematickým mottem ročníku Prague Pride bylo vyhlášeno „Kde domov můj?“.

## Záštita
Záštitu nad akcí převzali předsedkyně Poslanecké sněmovny Markéta Pekarová Adamová (TOP 09), ministr kultury Martin Baxa (ODS), ministr zahraničí Jan Lipavský (bezpartijní, dříve Piráti), ministr vnitra Vít Rakušan (STAN), ministr pro evropské záležitosti Martin Dvořák (STAN), zmocněnkyně vlády pro lidská práva Klára Šimáčková Laurenčíková, pražský primátor Bohuslav Svoboda (ODS), starostka Prahy 1 Terezie Radoměřská (TOP 09) a místostarostka Prahy 7 Hana Třeštíková (bezpartijní).

## Program
V pondělí 28. července ráno vyvěsili primátor Bohuslav Svoboda (ODS), jeho náměstek Zdeněk Hřib (Piráti) a radní Adam Zábranský (Piráti) na Nové radnici na Mariánském náměstí duhovou vlajku. Duhovou vlajku vyvěsily také radnice některých městských částí včetně Prahy 1 (vyvěsili ji starostka Terezie Radoměřská a místostarosta David Bodeček) či Prahy 7. Rovněž Dopravní podnik hl. m. Prahy vyslal během festivalu do ulic vozy ozdobené duhovými vlajkami. Oficiální zahájení festivalu však bylo ohlášeno až na večer v tzv. Pride Village na Střeleckém ostrově s vystoupením zpěvačky Aiko, která v roce 2024 reprezentovala Česko v soutěži Eurovision Song Contest. Vystoupila také hudebnice Niko bra či performerka Princip, na závěr projekt Sound Spectrum v kombinaci DJ setu, houslové hudby a tanečního vystoupení. Přes nepříznivé deštivé počasí přišly na večerní zahájení stovky lidí.
Naplánovaný program zahrnoval asi 180 různých akcí, včetně debat, workshopů, kulturních vystoupení, komunitních setkání či sportovních aktivit, jimiž se v souladu s mottem prolínalo téma domova. Motto mělo dle pořádajících připomenout, že domov je tam, kde se člověk může cítit sám sebou, a zároveň upozornit na důležitost rovnosti a respektu v době znovu se objevujících projevů nenávisti a netolerance. Podle ředitelky festivalu Kamily Fröhlichové bylo při volbě tématu cílem „upozornit, že LGBT+ lidé jsou v Česku doma stejně jako všichni ostatní a že mají svou vlast rádi/y, byť jim to mnohdy nedělá úplně jednoduché“. Většina programu byla soustředěna do osmi festivalových míst.
V týdenním programu byly naplánovány kromě tradičních akcí také novinky, mezi něž se zařadilo například živé nahrávání podcastu na téma queer Maďarsko pod tlakem s moderátorem Filipem Titlbachem, politoložkou Zorou Hesovou a reportér Seznam Zpráv Filipem Harzerem. Na středeční večer 30. července byla ohlášena moderovaná show v letním kině MeetFactory s mladými drag performery pod vedením Chi Chi Tornado. V různých festivalových zónách byly připraveny koncerty, divadelní a drag show, taneční vystoupení, živé DJ sety desítek domácích i zahraničních umělců a performerek. Do kina Edison Filmhub byly umístěny projekce filmů s queer tématy, v Pride Gallery pak výstava současného umění s názvem „Kde domov náš“. Tzv. Pride House ve Francouzském institutu byl vyhrazen pro vzdělávací a diskusní program s odborníky z akademického prostředí a lidí s osobními zkušenostmi z LGBT+ komunity. Mladým lidem do 30 let byl určen program v Pride Youth, anglicky mluvícím v Pride Café a nově byl zřízen také Pride HideOUT ve formě klidové zóny. Člověk v tísni uspořádal debaty s LGBT+ aktivisty a aktivistkami a výstavu Where Our Home Is / Kde domov náš v centru Langhans.

### Sobotní průvod a párty

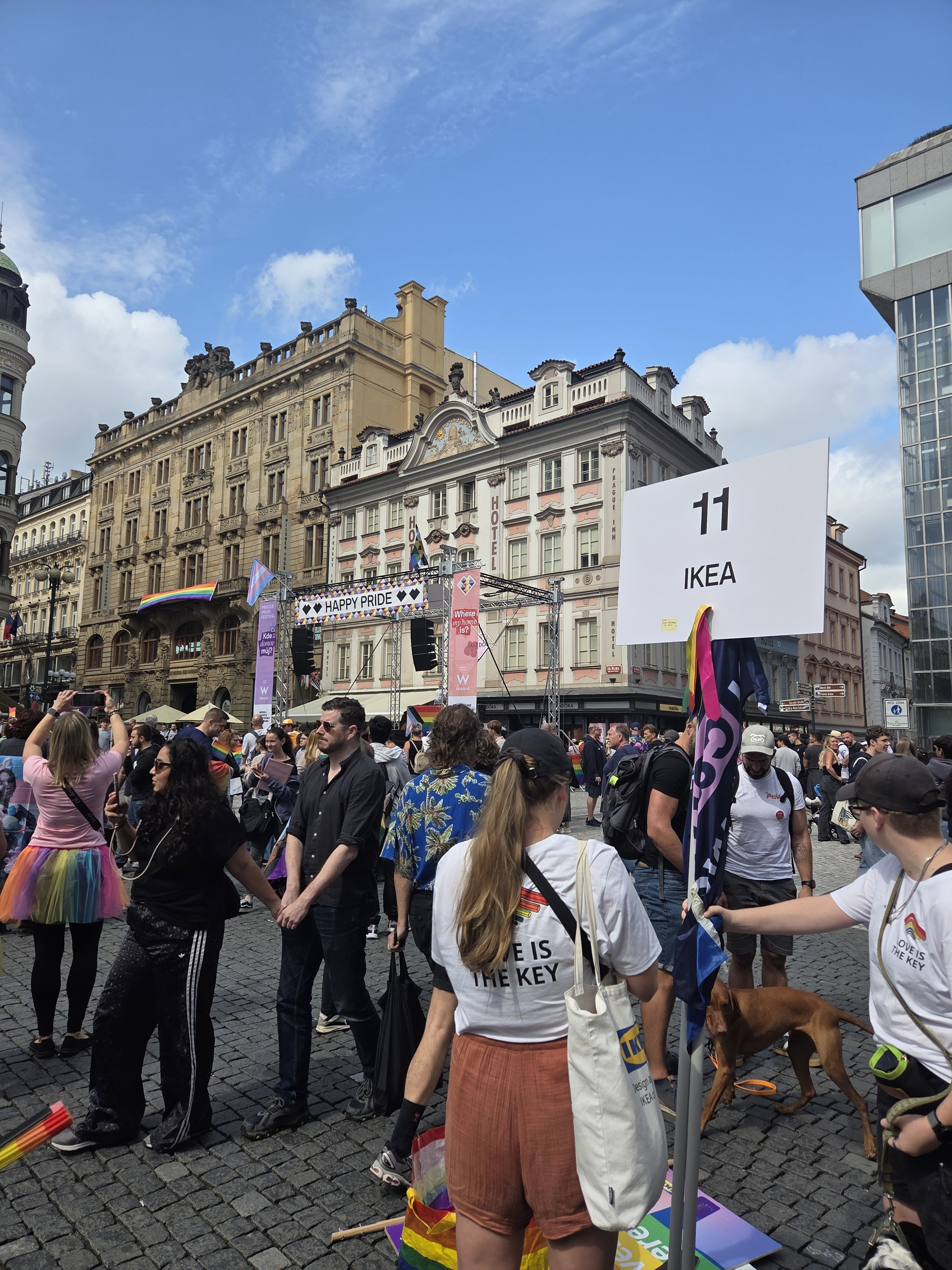
Shromažďování k průvodu na Václavském náměstí

Na zahájení sobotního průvodu v poledne 2. srpna bylo naplánováno hromadné zpívání české hymny za odhadované účasti několika desítek tisíc lidí, vedených zpěvákem Štefanem Pechou. Na závěr průvodu v tzv. Pride Parku na Letné byl pak ohlášen program s vystoupeními mimo jiné Anety Langerové, Jany Uriel Kratochvílové, post-punkového dua Něco něco, drag show Miss Petty a dalších. Poprvé byl tento program k pokrytí produkčních nákladů zpoplatněn vstupným ve výši 200 korun. Pořádající vysvětlili, že toto rozhodnutí souviselo jednak s růstem cen a jednak s nástupem Donalda Trumpa do úřadu amerického prezidenta, v jehož důsledku velvyslanectví USA ustoupilo od dosavadní pravidelné podpory festivalu a také některé sponzorující firmy v důsledku jeho politiky omezily svoji podporu podobným akcím. V pozici generálního partnera festivalu naopak vytrvala britská společnost Vodafone.
V sobotu 2. srpna se před polednem začali scházet lidé a Václavském náměstí. Průvod zaplnil spodní část náměstí a ulici Na Příkopě, ve 12 hodin po zpěvu hymny vyrazil z Můstku a prošel Revoluční a Dlouhou ulicí na Staroměstské náměstí, odkud pokračoval Pařížskou ulicí na Čechův most. Asi hodinu trvalo, než zcela vyklidil Václavské náměstí, kolem 13. hodiny dorazilo čelo průvodu pod schody na Letenskou pláň. Zúčastnění měli pestrobarevné oblečení duhové doplňky i líčení, někteří měli na sobě například květinové věnce či barevné čelenky, mnozí nesli duhové a jiné LGBT+ vlajky, někteří i vlajky ČR, Slovenska, Maďarska či Evropské unie. Část z nich upozorňovala i na aktuální humanitární situaci v Gaze. V průvodu šli také rodiče s dětmi a kočárky, v jeho čele byli bubeníci, obešel se bez automobilů se spalovacími motory, na několika místech na trase zajišťovali hudební doprovod DJové. Účastnili se také zástupci několika ambasád, firem a někteří politici. Na Příkopě čekalo i několik odpůrců, které policisté od průvodu oddělili. Souběžně s průvodem se v centru Prahy uskutečnila akce Pochod pro Ježíše s účastí několika desítek lidí, podle organizátorů však nebyl souběh záměrný a vůči Prague Pride se nijak nevymezoval.
Policejní odhady účasti uváděly kolem 50 tisíc lidí. Podle pořádajících se duhového průvodu zúčastnilo odhadem 45 tisíc lidí, následného programu na Letné asi 15 tisíc. Ten zahrnoval jarmark a hudební produkce na šesti pódiích a skončil v deset večer. Policie řešila napadení jednoho ze zahraničních účastníků v noci ze soboty na neděli na Letenské pláni skupinou maskovaných útočníků.

## Přijetí
Ve vysílání České televize v den zahájení festivalu podpořila Prague Pride poslankyně Michaela Šebelová (STAN), zatímco se k němu kriticky vyjádřil poslanec Jaroslav Foldyna (SPD). Zástupci Pirátů a STAN při příležitosti festivalu mimo jiné přislíbili, že po říjnových parlamentních volbách navrhnou zákon zavádějící manželství pro všechny, a připomněli svoji dlouhodobou podporu. Účast v průvodu potvrdili mimo jiné ministr zahraničních věcí Jan Lipavský, poslanec Jan Berki (STAN), vládní zmocněnkyně Klára Šimáčková Laurenčíková, náměstek primátora Zdeněk Hřib či slovenská poslankyně Lucia Plaváková, dále třeba také mládežnická organizace TOP 09. Britský velvyslanec v Praze Matt Field akci podpořil recepcí a také na sociálních sítích.
V Lidových novinách průvod kriticky glosoval reportér MF DNES Václav Janouš. Z jiných pozic kritizovala Prague Pride Josefína Linka v Deníku Referendum, která pořádajícím vytkla komercionalizaci, v jejímž důsledku se podle ní může festival jevit jako „exkluzivní aktivita velkoměstské zlaté mládeže“ a tím se stávat snadným terčem pravicového populismu a zároveň zrazovat prosazované hodnoty rovnosti a inkluzivity. Na Facebooku se vůči průvodu vymezil módní návrhář Osmany Laffita, který kritizoval, že je pride „od integrace tak daleko, jak jen to jde“, ačkoli se festivalu v roce 2016 osobně účastnil. Pořádající jeho kritiku odmítli s tím, že Prague Pride je lidskoprávní festival hrdosti a sebevyjádření a je určen „pro všechny, kdo věří v rovnost a důstojnost každého člověka“.
Vyvěšení duhových vlajek dopravním podnikem se na sociálních sítích setkalo s nenávistnými projevy. Deník u příležitosti festivalu publikoval výsledky průzkumu publikované v říjnu 2024, podle nichž za posledních 12 měsíců uvedlo zkušenost s diskriminací nebo obtěžováním 42 % dotazovaných, zatímco z podobných studií z roku 2022 to bylo 35 % a z roku 2019 jen 31 % dotazovaných. Organizace In IUSTITIA s agenturou Ipsos a firmou T-Mobile publikovala výsledky průzkumu mezi mladými lidmi ve věku mezi 11 a 21 lety, z nějž vyplynulo, že 94 % dotazovaných LGBT+ osob bylo v online prostoru vystaveno nenávisti a 67 % zažilo kyberšikanu. Média v anketách mezi účastnictvem festivalu zjišťovala, že pride je některými vnímán jako bezpečné místo a mohou si při něm užit pocit sounáležitosti, jaký jinak v běžném životě postrádají. Takový pohled potvrdila i právnička iniciativa Jsme fér a některé další komentáře.